# Wolf Lyberg
Wolf Sigvard Lyberg, född 24 juli 1917 i Visby, död 13 augusti 2012 i Stockholm, var en svensk sportjournalist och idrottsledare. 
Lyberg var journalist på Idrottsbladet mellan 1938 och 1966. 1966 kom Lyberg till Riksidrottsförbundet, där han arbetade till 1982, först som informationschef och chefredaktör för tidningen Svensk Idrott och från 1975 som chef för internationella kansliet. Han var verksam inom Sveriges Olympiska Kommitté från 1969, och var överledare för den svenska truppen vid tre olympiska spel. Han avslutade sin gärning i SOK:s tjänst som generalsekreterare 1984–1988. 1997 erhöll Lyberg medalj i 8:e storleken i högblått band av Kungahuset. Lyberg tilldelades Pierre de Coubertain-medaljen 2001 för sina många bidrag till Internationella Olympiska Kommittén och den olympiska familjen. 2008 tilldelades han Real Madrids medalj i guld och briljanter.
Genom sina språkkunskaper och internationella kontakter så hade Lyberg ett mycket stort internationellt nätverk. Han var under åren 1944–1950 sekreterare i Svenska Handbollsförbundet och var 1946 en av grundarna till Internationella Handbollsförbundet. Han var också medlem av styrelsen för fotbollssektionen i Djurgårdens IF. Lyberg var redaktör för Boken om Handboll, ett uppslagsverk från 1953 om handbollen med en utförlig redovisning av sportens uppkomst och utveckling nationellt och internationellt.
Han var hedersledamot både i Sveriges Fotbollshistoriker & Statistiker (SFS) och i Sveriges Olympiahistorikers Förening (SOF). Wolf Lyberg är begravd på Östra kyrkogården i Visby.

## Familj
Wolf Lyberg var brorson till Ernst Lyberg och kusin till Bengt Lyberg och Karin Lyberg.